# El male rachamim
El male rachamim, (hebräisch אֵל מָלֵא רַחֲמִים) in aschkenasischer Aussprache Eil molei rachamim (hebr. „Gott voller Erbarmen“), sind die Anfangsworte eines jüdischen Gebetes, das während Bestattungen, am Todestag eines Verstorbenen (Jahrzeit), beim Besuch der Gräber von Angehörigen sowie am Jom haScho’a zum Gedenken an die Opfer des Holocaust und zum Gedenken an im Krieg gefallene israelische Soldaten (IDF) vorgetragen wird. Zum Gedenken an Holocaustopfer und gefallene Soldaten gibt es erweiterte Versionen des El male rachamim.
Das Gebet ist im Mittelalter entstanden und wurde zunächst in West- und Osteuropa zum Andenken für die Opfer der Kreuzzüge, später dann für die Opfer des Chmelnyzkyj-Aufstandes vorgetragen. Deswegen bestehen in verschiedenen europäischen Gemeinden unterschiedliche Versionen des Gebetes. In aschkenasischen Gemeinden wird El male rachamim oftmals auf virtuose Weise vom Vorbeter vorgetragen, ist jedoch auch in sephardischen Riten bekannt. Eine Version, die nach dem Pogrom von Kischinjow entstand, hat besondere Berühmtheit erlangt. Die heute verbreitete Version, in der die Namen der Vernichtungslager Auschwitz, Majdanek und Treblinka genannt werden, wurde durch den Kantor Schalom Katz beim 1946 in Basel stattfindenden 22. Zionistenkongress geprägt.